# David Matto Usandivaras
David Matto Usandivaras fue un político peruano. Fue hermano menor de Clorinda Matto de Turner.
Nació en la ciudad del Cusco, Perú, en 1860. Fue hijo de Ramón Matto Miranda y Grimanesa Usandivaras Gárate quedando huérfano de madre a los tres años. Estudio primaria en el Liceo del Cuzco dirigido por Ricardo Villa y culminó sus estudios en el Colegio Nacional de Ciencias y Artes del Cusco. Viajó a Lima junto a su hermana Clorinda y cursó estudios de medicina en la Facultad de San Fernando entre 1877 y 1884. El 13 de agosto de 1883 fundó, junto con Emilio P. García, Leonidas Avendaño y Francisco P. del Barco la Sociedad Médica Unión Fernandina que fue precursora del Círculo Médico del Perú.
Durante la guerra con Chile, siendo estudiante, presto´servicios en la quinta división del Ejército del Centro y luego en las divisiones de Vanguardia, participando en las batallas de San Juan y Chorrillos y Miraflores.
Fue elegido senador por el departamento del Cusco entre 1905 hasta 1910 durante los gobiernos de José Pardo y Barreda y el primer gobierno de Augusto B. Leguía.
Entre 1902 y 1903 ocupó el cargo de Ministro de Fomento y Obras Públicas durante el gobierno de Eduardo López de Romaña. En 1909, durante el primer gobierno de Augusto B. Leguía también ocupó la misma cartera por seis meses entre junio y diciembre de ese año. En los años 1900 fue también catedrático en la Universidad Nacional Mayor de San Marcos.
Murió en Lima, Perú, en 1914 a la edad de 54 años.